# Betty Field

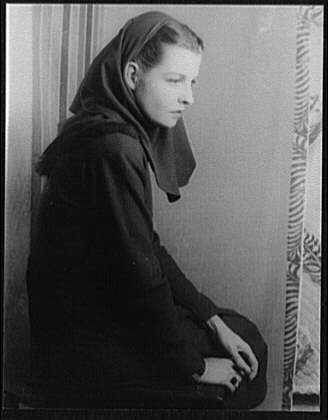
Betty Field, 1947, Foto: Carl Van Vechten

Betty Field (* 8. Februar 1916 in Boston, Massachusetts; † 13. September 1973 in Hyannis, Massachusetts) war eine US-amerikanische Bühnen- und Filmschauspielerin, die vor allem durch Filmdramen der 1940er-Jahre bekannt wurde.

## Leben
Betty Field wuchs auf in Queens, New York City, und graduierte an der American Academy of Dramatic Arts in Manhattan. Danach trat sie in kleinsten Rollen am Broadway auf. Ihre erste tragende Bühnenrolle spielte sie jedoch in London in der Komödie She Loves Me Not. Nach ihrer Rückkehr in die USA 1935 hatte sie, wiederum meist in Lustspielen, Erfolge in mehreren Broadway-Produktionen, bevor sie 1939 in der bittersüßen, unter anderem von Billy Wilder geschriebenen Komödie What a Life! ihr Filmdebüt gab.
Lewis Milestones im gleichen Jahr entstandene Verfilmung von John Steinbecks Sozialdrama Von Mäusen und Menschen, in der Betty Field die einzige, haltlose und tragisch endende Frauenfigur auf für damalige Verhältnisse provokative Weise verkörperte, bedeutete ihren Durchbruch als ernst zu nehmende dramatische Darstellerin, wenn ihr auch der Weg zum großen Filmstar verbaut schien.

„Ein kleines, schlichtes, aschblondes Mädchen. Betty ist nicht gerade eine der Sirenen des Kinos. Aber sie macht das Beste aus ihrem Äußeren und hat ihre Technik gut der Kamera angepasst. Ihre Augen sind ihre wichtigste dramatische Waffe; sie kann mit der Bewegung eines Lides so viel ausdrücken wie mit einer großen Geste. Selten zeigt ihr Pokerface eine Regung, und dieses starre Antlitz lässt sie mehrere Jahre jünger erscheinen. Es wirkt auch, als würde sich dahinter eine gepeinigte Seele verbergen.“

Field pendelte zwischen dem Broadway und Hollywood. Während sie auf der Bühne weiterhin auch in Komödien auftrat, spielte sie auf der Leinwand meist neurotisch wirkende und problembeladene Frauengestalten, so etwa 1942 in dem Drama Kings Row als Inzestopfer, was in der zensurbedingt geglätteten Filmversion der Romanvorlage nur angedeutet werden konnte.
1945 spielte Betty Field die weibliche Hauptrolle in Jean Renoirs Der Mann aus dem Süden, einem weiteren, heute noch allgemein als Klassiker bezeichneten Film um den Überlebenskampf einer Baumwollzüchter-Familie im tiefen Süden der Vereinigten Staaten. Ihr nächster Kinofilm war erst 1949 eine Adaption des Romans Der große Gatsby, mit Alan Ladd in der Titelrolle als Fields unglücklicher Liebhaber.
Danach trat Betty Field mehrere Jahre ausschließlich auf der Bühne und im Fernsehen auf. Erst Mitte der 1950er-Jahre kehrte sie für gelegentliche Charakterrollen, meist als verständnisvolle Mutter der Hauptfiguren, auf die Leinwand zurück. 1966 spielte sie in John Fords letztem Film Sieben Frauen 53-jährig eine Schwangere. (Damals wurde allerdings noch 1918 als ihr Geburtsdatum angenommen.) Ihr letzter Kinofilm war 1968 der Actionstreifen Coogan’s großer Bluff mit Clint Eastwood.
Betty Field war von 1942 bis zur Scheidung 1956 in erster Ehe mit dem Bühnenautor Elmer Rice verheiratet und hatte mit ihm drei Kinder. Zwei weitere Ehen Fields blieben kinderlos.
Betty Field starb im Alter von 57 Jahren an einer Hirnblutung.

## Filmografie (Auswahl)
- 1939: What a Life!
- 1939: Von Mäusen und Menschen (Of Mice and Men)
- 1941: Verfluchtes Land (The Shepherd of the Hills)
- 1941: Blues in the Night
- 1942: Kings Row
- 1943: Das zweite Gesicht (Flesh and Fantasy)
- 1944: The Great Moment
- 1945: Der Mann aus dem Süden (The Southerner)
- 1949: Der große Gatsby (The Great Gatsby)
- 1955: Picknick (Picnic)
- 1956: Bus Stop
- 1957: Glut unter der Asche (Peyton Place)
- 1959: Hound-Dog Man
- 1960: Telefon Butterfield 8 (Butterfield 8)
- 1962: Der Gefangene von Alcatraz (Birdman of Alcatraz)
- 1966: Sieben Frauen (Seven Women)
- 1968: Zärtlich schnappt die Falle zu (How to Save a Marriage and Ruin Your Life)
- 1968: Coogan’s großer Bluff (Coogan’s Bluff)